# Provinz Vallegrande
Vallegrande ist eine Provinz im westlichen Teil des Departamento Santa Cruz im Tiefland des südamerikanischen Anden-Staates Bolivien.

## Lage
Die Provinz ist eine von fünfzehn Provinzen im Departamento Santa Cruz. Sie grenzt im Norden an die Provinz Manuel María Caballero, im Nordwesten an das Departamento Cochabamba, im Südwesten an das Departamento Chuquisaca, im Osten an die Provinz Cordillera, und im Nordosten an die Provinz Florida.
Sie erstreckt sich zwischen 18° 09' und 19° 11' südlicher Breite und 63° 33' und 64° 30' westlicher Länge, ihre Länge von Norden nach Süden beträgt 140 Kilometer, ihre Breite von Osten nach Westen bis zu 100 Kilometer, und sie hat eine Größe von 6414 Quadratkilometern.

## Bevölkerung
Die Einwohnerzahl der Provinz Vallegrande ist in den vergangenen drei Jahrzehnten nahezu unverändert geblieben:
| Jahr | Einwohner | Quelle       |
| ---- | --------- | ------------ |
| 1992 | 26.744    | Volkszählung |
| 2001 | 27.429    | Volkszählung |
| 2012 | 26.576    | Volkszählung |
| 2024 | 26.155    | Volkszählung |

42,0 Prozent der Bevölkerung sind jünger als 15 Jahre.

### Sprachen
- 99,8 Prozent der Bevölkerung spricht Spanisch
- 1,7 Prozent Quechua
- 0,2 Prozent Aymara
- 0,1 Prozent Guaraní (Volkszählung 1992)

### Religionen
- 93,7 Prozent der Einwohner sind katholisch
- 4,1 Prozent sind evangelisch (Volkszählung 1992)

### Sonstiges
- 74,2 Prozent der Bevölkerung haben keinen Zugang zu Elektrizität
- 74,7 Prozent leben ohne sanitäre Einrichtung (Volkszählung 1992).

## Gliederung
Die Provinz Vallegrande gliederte sich bei der letzten Volkszählung vo 2024 in die folgenden fünf Municipios:
- 07-0801 Municipio Vallegrande 3.567 km² – 17.172 Einw.
- 07-0802 Municipio Trigal 215 km² – 2.367 Einw.
- 07-0803 Municipio Moro Moro 952 km² – 2.811 Einw.
- 07-0804 Municipio Postrer Valle 1.798 km² – 2.545 Einw.
- 07-0805 Municipio Pucará 619 km² – 2.009 Einw.

## Ortschaften in der Provinz Vallegrande
- Municipio Vallegrande
  - Vallegrande 10.158 Einw. – Guadalupe 448 Einw. – Chacopata 277 Einw. – San Juan del Chaco 219 Einw. – Villa San Antonio 213 Einw. – Masicurí 213 Einw. – Santa Rosita 192 Einw. – Alto Seco 182 Einw. – Santa Ana 146 Einw.

- Municipio Trigal
  - Muyurina 313 Einw. – Lagunillas 225 Einw. – Trigal 215 Einw.

- Municipio Moro Moro
  - Moro Moro 625 Einw. – La Laja 349 Einw. – Alto Veladero 292 Einw.

- Municipio Postrer Valle
  - Postrervalle 1259 Einw.

- Municipio Pucará
  - Pucará 707 Einw. – La Higuera 95 Einw.